# なすしおばら映画祭
なすしおばら映画祭（なすしおばらえいがさい）は、栃木県那須塩原市において那須塩原市ART369プロジェクト実行委員会が主催する映画祭である。

## ART369プロジェクト
黒磯駅周辺から板室温泉まで結ぶ栃木県道369号線板室街道沿いをART369としてアートで地域を盛り上げるプロジェクト。369は県道の番号であるとともに、那須塩原市の名産品である生乳（ミルク）とかけている。
プロジェクトには、アート部会と映画部会があり、芸術の秋に、多彩な芸術作品に触れる機会創出の場として、ART369プロジェクトの一環として、なすしおばら映画祭と美術展を開催することとなった。

## トライアル開催
フォーラム那須塩原にて、2019年11月30日10:00 - 19:00に開催。
鑑賞チケットは有料で、複数の上演作品を4つのプログラムに分け、プログラム一つにつき1,000円または、1日券で3,000円であった。同日開催として、まちなか交流センターくるるにて、中高生向けメイクや演技指導のワークショップも事前予約制で実施された。映画祭会場であるフォーラム那須塩原と黒磯駅近くに位置しワークショップ開催のまちなか交流センターくるる、美術展開催の道の駅明治の森・黒磯を巡回するシャトルバスも運行された。
- 上映作品 全12作品
  - リバース 〜Re Birth〜
  - よだれかけっ子
  - 青木崇高のウズベキスタンまでちょっと会いに
  - HARMONY
  - 夜と話す
  - ART369ドキュメンタリー ホットミルクロード
  - ガラスの園で月を食らう - 全編栃木県内で撮影
  - うつくしいひと サバ?
  - うつくしいひと
  - 高崎物語
  - 家族マニュアル
  - 映画祭のつくり方

このうち、HARMONYは、このトライアル開催のために制作された短編映画である。

## 第1回開催
当初は2020年中開催予定としていたが、新型コロナウイルス感染症 (2019年)により、開催日時を2021年3月に延期した上でオンラインでの開催に変更された。
オンラインでの開催に合せて、クランクイン塩原ンとくるみるしゃべるが新たに制作された。

### なすしおばら映画祭オンライン
2021年3月20日0:00から21日24:00に、オンラインで開催。動画共有サービスのVimeoにて作品が公開された他、YouTubeライブにてzoomを用いて各出演者と繋いだオンライン舞台挨拶も実施された。
チケットは視聴のみ、視聴と焼菓子詰め合わせセット、視聴と那須塩原ブランド認定ラーメンセット、視聴と特産チーズフォンデュセット、視聴とキャストと監督のサイン入りポスターセットが用意され、2021年2月20日から開催前日の3月19日23：59まで販売された。
- 公開作品
  - クランクイン塩原ン
  - くるみるしゃべる
  - Heart to heart〜なすしおばら映画祭の道のり-2021ver
  - HARMONY
  - ART369ドキュメンタリー ホットミルクロード

### なすしおばら映画祭 in TOKYO
2021年8月31日東京都調布市せんがわ劇場にて「なすしおばら映画祭 in TOKYO」として劇場公開。
- 公開作品
  - クランクイン塩原ン
  - くるみるしゃべる
  - Heart to heart〜なすしおばら映画祭の道のり-2021ver

### なすしおばら映画祭 in 塩原
2021年10月16日、塩原温泉の塩原もの語り館にて開催。当初2021年8月開催としていたが、新型コロナウイルス感染症の緊急事態宣言発令のために10月に延期し、公開作品を3作品から2作品に、定員も各回先着20名とした。
- 公開作品
  - クランクイン塩原ン
  - くるみるしゃべる

## なすしおばら映画祭2021
2021年11月27日･28日にフォーラム那須塩原にて開催の劇場上映と11月27日10:00から12月6日23:59までのオンライン上映のハイブリッド開催となった。劇場開催はA～Gのプログラムに分類し各プログラム毎に1000円。オンライン開催では作品別の価格とされた。この開催に合わせて、全編那須塩原市で撮影の映画としては初の長編となる川のながれにを10月下旬に撮影した。
- 公開作品（劇場上映、一部オンライン上映有り）
  - クランクイン塩原ン
  - くるみるしゃべる
  - HARMONY
  - わたしは元気
  - ビューティフルドリーマーディレクターズカット版
  - あおきむねたかの「ウズベキスタン」までちょっと会いに。
  - 青木崇高のアメリカ西部までちょっと会いに
  - スーパー戦闘 純烈ジャー
  - マイ・ダディ
  - 川のながれに
- 公開作品（オンライン上映のみ）
  - Heart to heart〜なすしおばら映画祭の道のり-2021ver
  - ホットミルクロード